# Alex Smeets
Alex Smeets, (* 14. února 1970) je bývalý nizozemský zápasník – judista.

## Sportovní kariéra
V roce 1993 vystřídal na pozici reprezentační jedničky Bena Spijkerse, ale pozici udržel pouze jednu sezonu – Maarten Arens a Mark Huizinga. Po skončení sportovní kariéry v roce 1998 se věnoval trenérské práci. Několik let žil a učil judo v Řecku.

## Výsledky
| Turnaj             | 1990         | 1991         | 1992         | 1993         |
| Turnaj             | 20           | 21           | 22           | 23           |
| Turnaj             | střední váha | střední váha | střední váha | střední váha |
| ------------------ | ------------ | ------------ | ------------ | ------------ |
| Mistrovství světa  |              | —            |              | úč.          |
| Mistrovství Evropy | —            | —            | 5.           | 3.           |
| ME juniorů         | 1.           |              |              |              |